# Посольство Іраку в Україні
Посольство Республіки Ірак в Києві — офіційне дипломатичне представництво Республіки Ірак в Україні, відповідає за підтримку та розвиток відносин між Іраком та Україною.

## Історія дипломатичних відносин
Республіка Ірак визнала незалежність України 1 січня 1992 року. 16 грудня 1992 року було встановлено дипломатичні відносини між Україною та Іраком.
З 1992 року Ірак був представлений Послом Республіки Ірак в Україні за сумісництвом з резиденцією в Москві. У 2000 році Україна відкрила своє Посольство в Багдаді, яке очолював Тимчасовий Повірений у справах. На церемонії відкриття були присутні український перший віце-прем'єр Юрій Єхануров і іракський міністр фінансів Хікмет Мізхаб Ібрагім. Українське посольство розташовано в районі Аль-Мансур на заході Багдаду.Посольство Іраку розпочало свою місію в Україні у 2002 році. Після повалення режиму Саддама Хусейна у 2003 році діяльність Посольства Іраку в Україні було припинено. Дипломатична місія Іраку в Україні відновила свою роботу у 2007 році. 22 червня 2009 року відбулось офіційне відкриття Посольства Республіки Ірак в Києві під головуванням заступника Міністра Закордонних Справ Іраку пана Лябіда Аббаві.

## Посли Іраку в Україні
1. Хішам Ібрагім (2002) т.п.
2. Мусхер Аль-Дурі (2002—2003) т.п.
3. Халід Джасім Аш-Шамарі (2007—2010) т.п.
4. Шорш Халід Саїд (2010—2016)
5. Бакір Ахмад Азіз Аль-Джаф (2016—2021)[5]
6. Таан Хуссейн Аббас Хуссейн (2021—2024) т.п.[6][7][8]
7. Тарек Аділ Казем (з 2024)т.п.[9][10]